# Американська консалтингова група з зовнішньої політики
Американська консалтингова група з зовнішньої політики (AFPC) — американський консерваторський аналітичний центр зовнішньої політики США, що діє у Вашингтоні (округ Колумбія) з 1982 року. Фахівці з питань зовнішньої та оборонної політики надають інформацію членам Конгресу США, виконавчої гілки влади, і американської політичної спільноти, а також світовим лідерам за межами США (особливо в колишньому СРСР).
Крім того, AFPC публікує стратегічні доповіді та інші матеріали з моніторингу прогресу в політиці інших країн з консервативної точки зору (зокрема Росії, Китаю, країн Близького Сходу та Азії). Серед загальних тем — безпека (протиракетна оборона, контроль над озброєннями, енергетична безпека, шпіонаж), а також поточний статус демократії та ринкової економіки в цікавих країнах.

## Програми та проєкти

##### Проєкт боротьби з тероризмом в Центральній Азії
Запущений у 2006 році Проєкт боротьби з тероризмом в Центральній Азії Американської зовнішньополітичної ради був розроблений, щоб забезпечити американським політикам та журналістам нові джерела інформації з Центральної Азії про способи ефективної заробітної плати «ідеї війни» проти радикального ісламу, спираючись на досвід Центральної Азії з явищем. Цей проєкт завершився груднем 2006 року з публікацією «Центральноазіатських реакцій на радикальний іслам», з тим щоб сприяти продовженню війни проти радикального ісламу

##### Програма Китаю та Східної Азії
Рада з питань зовнішньої політики в Китаї та Східній Азії визнана у Вашингтоні та на міжнародному рівні як каталізатор критичного аналізу політичних, військових та соціальних подій в Китаї та його сусідів. Програма зосереджується на трьох основних ініціативах — американсько-китайських делегаціях, публікаціях та конференціях та моніторінгу реформ в Китаї.

##### Протистояння ісламському екстремізму
Сьогодні, після більш ніж десяти з половиною років після нападів 11 вересня 2001 року, феномен радикального ісламу залишається погано усвідомленим урядом США та американською публікою. В епоху Буша американська політика боротьби з тероризмом була поступово впроваджена в результаті конфлікту в Іраку, що завдало шкоди ранньому імпульсу проти радикальних сил на великому Близькому Сході. Після цього, за два строки президентства Обами, важливість боротьби з радикальними ісламськими рухами та ідеями поступово зменшувалася. Проте, на великому Близькому Сході та за його межами, сили релігійного радикалізму залишаються у підйомі. Велике популяризація цих тенденцій та дійових осіб, а також їх наслідки для американської безпеки, необхідна для поінформованої двопартійної політики США щодо мусульманського світу. Мета створення такого консенсусу лежить в основі Плану боротьби з ісламським екстремізмом Ради Американської зовнішньої політики.

##### Технологічна програма оборони
Програма оборонних технологій побудована на чотирьох основних ініціативах — електронному журналі, брифінгу Хілла, моніторі оборонних технологій та стратегічних праймерів. Ці проєкти заповнюють критичну порожнечу, допомагаючи інформувати політиків через доступ до своєчасної, цілеспрямованої інформації з питань, що впливають на інтереси національної безпеки та зовнішньої політики США. На чолі з директором програми Rich Harrison, дані основних ініціатив програми використовуються політичними діячами та членами оборонної та розвідувальної спільноти.

##### Ініціатива Свободи Ірану
Заснована у 2006 році, Ініціатива «Ісламська свобода» Американської ради з питань зовнішньої політики прагне допомогти американським політикам розробити та впровадити стратегію щодо Ірану та сприяти поширенню плюралізму та демократичних принципів у цій країні.

##### Програма «Росія та Євразія»
Заснована в 1982 році Американська програма Ради з питань зовнішньої політики була однією з перших приватних ініціатив у Вашингтоні для встановлення постійних зв'язків між американськими чиновниками та верхніми ешелонами політичного керівництва в Радянському Союзі, а згодом і Російською Федерацією. Зараз, більше двох з половиною десятиліть після загибелі СРСР, програма AFPC по Росії розширилася, охопивши весь регіон Євразії. Робота AFPC допомагає розробникам у Вашингтоні зрозуміти політичну динаміку, що відбувається в Росії та «пострадянському просторі», і допомагає їм формувати відповідні відповіді.

##### Програма Південної Азії
Програма Південної Азії допомагає інформувати тих, хто здійснює або впливає на політику в Індії, Пакистані, Афганістані та інших країнах регіону Південної Азії. Програма зосереджена на геополітичній, економічній та безпечній динаміці безпеки, що впливає на регіон, з метою сприяння регіональної безпеки та процвітання та забезпечення інтересів США в Південній Азії. Серед них — посилення стратегічного партнерства між США та Індією, реформування та стабілізації Пакистану та нейтралізації загрози Ісламського екстремізму. Програма AFPC в Південній Азії виробляє стратегічні документи та висновки, виступає спонсорами орієнтованих на політику обідів і конференцій, а також проводить високопоставлені делегації в Індії.

## Рада консультантів
Станом на березень 2017 року рада директорів AFPC складається з:
- Паула Добрянські, колишній заступник державного секретаря з питань демократії та глобальних справ
- Ньют Гінріч, колишній голова Палати представників Сполучених Штатів
- Роберт Джозеф, колишній заступник державного секретаря з питань контролю над озброєннями та міжнародної безпеки
- Боб Кастен, колишній сенатор зі штату Вісконсин
- Річард Т. МакКормак, колишній заступник Державного секретаря США з економічного зростання, енергетики та навколишнього середовища
- Роберт Макфарлейн, колишній радник з питань національної безпеки
- Том Рідж, колишній секретар національної безпеки США
- Вільям Шнайдер, молодший, колишній заступник державного секретаря з питань міжнародної безпеки
- Р. Джеймс Вулсі, молодший, колишній директор Центральній розвідки
- Дов С. Закхайм, колишній заступник міністра оборони (контролер)